# ریچموند بواکی
ریچموند ییادوم بواکی (اکانی: Richmond Yiadom Boakye؛ زادهٔ ۲۸ ژانویهٔ ۱۹۹۳) بازیکن فوتبال اهل غنا است.
وی همچنین در تیم ملی فوتبال غنا بازی کرده‌است.